# Elecciones presidenciales de Singapur de 2023
Las elecciones presidenciales de Singapur de 2023 fueron las quintas elecciones presidenciales en la República de Singapur, y se realizaron 1 de septiembre de 2023.

## Antecedentes
El presidente de Singapur es el jefe de Estado de la República de Singapur. La presidente titular es Halimah Yacob, quien asumió el cargo el 14 de septiembre de 2017. También es la primera mujer presidenta en la historia del país.
Siguiendo el modelo del sistema de Westminster, la oficina es en gran parte ceremonial, con la dirección general y el control del Gobierno ejercido por el Gabinete dirigido por el primer ministro. Sin embargo, el presidente tiene varios poderes destinados a salvaguardar las reservas nacionales y la integridad del servicio público. Dichos poderes incluyen negar el asentimiento a cualquier proyecto de ley de suministro que probablemente haga uso de las reservas que no fueron acumuladas por el Gobierno durante su mandato actual y negarse a hacer o revocar nombramientos para cargos públicos como Presidente del Tribunal Supremo, Fiscal General, Presidente de la Fuerza de Defensa y Comisionado de Policía, entre otros.
El sistema actual de realización de elecciones para la presidencia comenzó con las elecciones presidenciales de 1993 y el juramento de Ong Teng Cheong. Antes de eso, el presidente era designado por el Parlamento.
Existen requisitos estrictos para los posibles candidatos presidenciales, y si un candidato cumple con los requisitos o no, lo decide el Comité de Elecciones Presidenciales (PEC), a quien se le asigna la tarea de emitir un certificado de elegibilidad (COE) a los posibles candidatos.
La Constitución exige que la presidencia no sea partidista. Tras las enmiendas a la Constitución de Singapur, las próximas elecciones presidenciales estarán abiertas a candidatos de cualquier comunidad racial. La elección presidencial de 2017 fue la primera que se reservó para una comunidad racial en particular bajo un modelo activado por pausa, y se restringió a candidatos de la comunidad minoritaria malaya, que no había ocupado la presidencia desde 1970.

## Sistema electoral
El presidente es elegido por mayoría simple, y el candidato que recibe la mayor cantidad de votos gana la elección.